# クリスタ (小惑星)
クリスタ (1015 Christa) は、小惑星帯の外縁部にある小惑星。カール・ラインムートがハイデルベルクのケーニッヒシュトゥール天文台で発見した。
名前の由来については不明である。